# Liligre
Hybride
Parent  mâle  de l'hybridation 
  Panthera leo 
×

Parent  femelle  de l'hybridation 
   Ligre (P. leo × P. tigris) 
Le liligre est un félin hybride, résultat du croisement d'une ligresse avec un lion. Il ne peut être le résultat du croisement entre une lionne et un ligre, car les ligres mâles sont stériles.
Quatre liligres existent aujourd'hui, tous nés au zoo de Novossibirsk, de la même mère ligre nommée Zita et du même père le lion Sam :
- Kiara, une femelle, première liligre au monde née en 2012[2] ;
- Trois autres liligres femelles, nées le 16 mai 2013[3].